# أشلي هاريسون
أشلي هاريسون (بالإنجليزية: Ashley Harrison)‏ هو لاعب دوري الرغبي أسترالي، ولد في 18 مايو 1981 في بريزبان في أستراليا.